# اثر کوریولیس

در دستگاه مرجع لخت (بخش بالای تصویر) گلولهٔ سیاه‌رنگ در مسیری مستقیم بر روی صفحهٔ گردان با اصطکاک ناچیز حرکت می‌کند. اما بیننده (نقطهٔ قرمز) که بر روی دستگاه مرجع چرخان (غیرلخت) ایستاده‌است (بخش پایینی تصویر) به سبب اثر کوریولیس و نیروی گریز از مرکز، شیء را در حال حرکت در مسیری خمیده می‌بیند.

نیروی کوریولیس یا اثر کوریولیس (به انگلیسی: Coriolis effect) یک شبه نیرو است که باعث انحراف اجسام در حال حرکت به بیرون از راستای خط راست، از دید یک ناظر درون یک دستگاه مرجع چرخان است.
تأثیرات این نیرو را می‌توان به‌ وضوح در تعیین جهت جریانات جبهه‌های آب و هوایی سیارات دید.
این اثر توسط گاسپار گوستاو کوریولیس مهندس و ریاضیدان فرانسوی در قرن ۱۹ میلادی کشف شد.
این نیرو را با عبارت زیر می‌توان بیان کرد: {\displaystyle {\vec {F}}_{C}=-2\,m\,{\vec {\omega }}\times {\vec {v}}}
در فیزیک، اثر نیروی کوریولیس یک انحراف مشهود حرکت اشیا، هنگامی که اشیا در یک محور مختصات چرخش قرار دارد، می‌باشد. برای مثال، دو بچه را در دو سمت مخالف یک چرخ فلک گردان در نظر بگیرید، که دو توپ نیز در اطراف آن متصل بوده و می‌چرخند. از دید کودکان، مسیر توپ از پهلو به صورت منحنی درآمده و به وسیله نیروی کوریولیس انحنا پیدا کرده‌است. از دید سه بعدی انحراف با چرخش پاد ساعت‌گرد چرخ و فلک، به سمت راست است. (مشاهده از بالا) و در صورت چرخش ساعت‌گرد چرخ و فلک، انحراف به سمت چپ است.
قوانین حرکت نیوتن حرکت شی در یک دستگاه مرجع لخت را توصیف می‌کند. هنگامی که قوانین نیوتن به مختصات چرخشی تعمیم داده می‌شود، نیروی کوریولیس و نیروی گریز از مرکز ظاهر می‌شود. اگر سرعت چرخش محور مختصات ثابت نباشد، نیروی اویلر مشاهده می‌شود. تمام سه نیرو متناسب با جرم جسم می‌باشد. نیروی کوریولیس متناسب با سرعت چرخش و توان دوم نیروی گریز از مرکز می‌باشد. نیروی کوریولیس در جهت عمودی با محور چرخشی و با سرعت جسم در محور مختصات چرخش متناسب می‌باشد. نیروی گریز از مرکز به سمت خارج در جهت چرخش حرکت می‌کند و با فاصله جسم از محور مختصات چرخشی نیز متناسب می‌باشد.
این نیروها در مجموع نیروهای اینرسی، شبه نیروها یا نیروهای موهوم نامگذاری می‌شوند. این نیروها در واقع امکان اجرای قوانین نیوتن در سیستم‌های دوار را به وجود می‌آورند. در واقع این‌ها عوامل اصلاح کننده‌ای هستند که در سیستم‌های غیر شتابدار یا دستگاه‌های مرجع لخت وجود ندارند.
معادلات مربوط به نیروی کوریولیس در سال ۱۸۳۵ توسط یک دانشمند فرانسوی به نام گاسپارد گوستاو کوریولیس در ارتباط با هیدرو دینامیک و همچنین در معادلات جزرومدی پیرسیمون لاپلاس در ۱۷۷۸، منتشر شد. به تازگی در قرن بیستم، معادلات نیروی کوریولیس در زمینه هواشناسی مورد استفاده قرار گرفتند.
شاید معمول‌ترین دستگاه مختصات محور چرخشی زمین باشد. حرکت اشیا در سطح زمین باشد. حرکت اشیا در سطح زمین نیروی کوریولیس را ناشی می‌شوند که در نیمکره شمالی به سمت راست و در نیمکره جنوبی به سمت چپ متمایل شده و به نظر می‌رسند. در واقع در استوا، حرکت به سمت غرب یا شرق بروی خط استوا باقی می‌ماند. حرکت اولیه یک پاندول در هر جهت منجر به حرکت در یک مسیر دایره‌ای می‌شود. حرکت هوا در جو و آب در اقیانوس نمونه‌های مشهودی این رفتار هستند.
همانند جریان مستقیم از محیط پرفشار به کم فشار، همچنین در یک زمین غیر چرخنده، بادها و روند جریانشان، در شمال خط استوا به سمت راست و در جهت جنوب خط استوا به سمت چپ جریان می‌یابند. این اثر برای چرخش چرخندهای بزرگ جوابگوست.

## تاریخچه
گاسپارد گوستاو کوریولیس در سال ۱۸۳۵ مقاله‌ای را در زمینه بازده انرژی ماشین‌ها با قسمت‌های چرخنده، مانند چرخ‌های آبی منتشر کرد. این مقاله شامل نیروهای کاربردی می‌باشد که در مختصات چرخشی شناخته می‌شوند. کوریولیس این نیروهای کاربردی را به دو گروه تقسیم کرد. گروه دوم شامل نیرویی که از حاصلضرب خارجی سرعت زاویه‌ای یک سیستم مختصات و تصویر سرعت برداری ذرات در یک محور عمود به محور سیستم چرخنده می‌باشد. کوریولیس به علت مشابهت این نیروها با نیروی گریز از مرکزی که قبلاً توصیف شده بود، به عنوان ترکیب نیروی گریز از مرکز اشاره می‌کرد.
در اوایل قرن بیستم این اثر به «شتاب کوریولیس» معروف بود و در ۱۹۲۰ نیروی کوریولیس نامیده شد.
در ۱۸۵۶ ویلیام فرل به عنوان یک فرض، وجود یک سلول چرخنده (سلول فرل) در ارتفاع متوسط را در نظر گرفت که با تأثیر از نیروی کوریولیس باعث به وجود آمدن باد غالب غرب می‌شود. فهم سینماتیک اینکه چقدر چرخش زمین بر جریان هوا تأثیر می‌گذارد، در ابتدا ناقص بود. بعدها در قرن نوزدهم بود که وسعت کامل برهمکنش نیروی گرادیان فشاری و نیروهای واکنشی که علت نهایی حرکت توده‌های هوا در طول خطوط هم فشار بودند، درک شد.

## دلایل و سبب‌ها
اثر کوریولیس تنها زمانی که از دستگاه مختصات چرخشی استفاده می‌شود وجود دارد. در مختصات چرخشی این اثر همانند یک نیروی واقعی عمل می‌کند.
هر چند نیروی کوریولیس یک حالت اینرسی می‌باشد و به منشأ جسم، تناسب و ربطی ندارد.
همچنین برای مثال در مواردی برای نیروهای الکترومغناطیسی یا اتمی می‌باشد. از یک دیدگاه تحلیلی با استفاده از قانون دوم نیوتن در یک سیستم چرخشی، نیروی کوریولیس لازم و ضروری می‌باشد، اما این نیرو در یک دستگاه مختصات اینرسی بدون شتاب وجود ندارد.
در جو، یک سیستم چرخشی (زمین) به همراه نیروی کوریولیس خود، یک مختصات (قالب) طبیعی برای بیان و شرح جابجایی هوا، نسبت به مختصات فرضی، بدون چرخش، و اینرسی بدون نیروهای کوریولیس را نشان می‌دهد.
در مسیر طولانی و جهت دید توپخانه برای چرخش زمین، بر اساس نیروی کوریولیس می‌باشد. این مثال‌ها جزئیات بیشتری را در زیر شرح می‌دهد.
شتاب ناشی از نیروی کوریولیس از دو مورد تغییر در سرعت سر چشمه می‌گیرد که نتیجه چرخش می‌باشد:
۱. اولین مورد تغییر سرعت جسم در یک لحظه‌است. ممکن است سرعت‌های برابر و همچنین سرعت‌های متفاوت در زمان‌های متفاوت در یک مختصات چرخان دیده شوند. (در مختصات اینرسی که قوانین معمول فیزیک کاربرد دارد.)
شتاب ظاهری با سرعت زاویه‌ای دستگاه مختصات (سرعت در محور مختصات تغییر جهت می‌دهد.) و با مؤلفه سرعت جسم در یک پلان عمودی با محور چرخش متناسب است.
علامت منفی ناشی از تعریف سنتی حاصلضرب ضربدری (قانون دست راست) و قرارداد علامت‌ها برای بردارهای سرعت زاویه‌ای می‌باشد.
۲. دومین مورد، تغییر سرعت در فضا می‌باشد. مکان‌های مختلف در یک محور مختصات چرخان سرعت‌های متفاوتی دارند (همانند دستگاه مختصات لختی). به عبارت دیگر برای یک جسم جابجایی در خط مستقیم حرکت باید شتابدار باشد، برای این که سرعت از نقطه‌ای به نقطه دیگر با مقادیر مساوی در دستگاه مختصات تغییر می‌کند.
این اثر (نیروی کوریولیس) با سرعت زاویه‌ای (که سرعت نسبتی دو نقطه متفاوت را در دستگاه مختصات چرخان تعیین می‌کند.) و با مؤلفه سرعت جسم در یک مقطع عمودی با محور چرخش (که چگونگی جابجایی سریع آن را بین نقاط تعیین می‌کند.) متناسب می‌باشد.

## نسبتهای طولی و عدد راسبی
واحدهای زمان، مکان و سرعت در تعیین نیروی کوریولیس بسیار مهم می‌باشند. دوران در سیستم توسط عدد راسبی (Rossby) تعیین می‌شود، که متناسب با سرعت سیستم، U، که نیروی کوریولیس، f، در آن به وجود می‌آید، و واحد طول، L، در حرکت می‌باشد.
عدد راسبی متناسب با اینرسی و نیروی کوریولیس می‌باشد. کوچک بودن عدد راسبی نشان دهنده تأثیر زیاد سیستم از نیروی کوریولیس و عدد راسبی بزرگ نیز نشان دهنده حکم فرما بودن نیروهای اینرسی در سیستم می‌باشد.
برای مثال، در گردبادها، عدد راسبی بزرگ، در سیستم‌های کم فشار، این عدد کوچکتر و در سیستم‌های اقیانوسی دستورالعمل مشابهی دارد. در نتیجه، در گردباد نیروی که کوریولیس ناچیز بوده و متعادل میان نیروهای فشار و گریز از مرکز می‌باشد. در سیستم‌های کم فشار، نیروی گریز از مرکز ناچیز بوده و تعادل میان نیروی کوریولیس و فشار هوا برقرار می‌باشد. در اقیانوس‌ها هر سه نیرو قابل لحاظ می‌باشند.
یک سیستم جوی متحرک با سرعت U=۱۰ m/s، که مسافتی به طول L=۱۰۰۰ km را تحت پوشش قرار می‌دهد، عدد روسبی تقریبی آن۰٫۱ می‌باشد و برای شخصی که مشغول پرتاب توپی با سرعت U=۳۰ m/s در یک باغ به طول ۵۰m است، عدد روسبی در حدود ۶۰۰۰ می‌باشد.
هر چند یک موشک بدون هدف (هدایت نشده) در واقع از قوانین فیزیک مشابه بیسبال پیروی می‌کند، اما ممکن است به اندازه کافی دور شود و در هوا تحت‌تاثیر نیروی کوریولیس قرار گیرد.

## تعمیم به زمین
یکی از موارد مهمی که نیروی کوریولیس خودش را نمایان می‌سازد، چرخش زمین است. در اینجا می‌توانیم به جای همه حالتهای ممکن، فقط در مورد نیمکره شمالی مسئله را تعمیم دهیم.

### توضیح روشنگرانه
هنگامی که زمین به دور محور خود می‌چرخد، تمام چیزهایی که بر روی آن قرار گرفته‌اند نیز همراه با آن می‌چرخند (به صورت نامحسوس برای ما). هر شیءای که بدون تحت تأثیر قرار گرفتن از این گردش حرکت بکند، در یک خط مستقیم به حرکت ادامه خواهد داد. از دید ما به عنوان ناظر چرخان در روی سیاره، با حرکت آن جهت حرکت آن به طرف خلاف مسیر واقعی حرکت ما در حال تغییر است. وقتی از یک نقطه ثابت در فضا، بالای قطب شمال به زمین نگاه کنیم، تمام اجزای نیمکره شمالی در جهت خلاف عقربه‌های ساعت در حال گردش هستند؛ اگر دقیقاً به نقطه قطب شمال خیره شویم، مانند این است که به مان شکل کل نیمکره شمالی به دور آن یک نقطه می‌چرخد؛ بنابراین رهگیری مسیر زمینی یک جسم آزاد که از یک نقطه به نقطه دیگر حرکت می‌کند در خلاف جهت خمیدگی پیدا خواهد کرد، یعنی در جهت عقربه‌های ساعت که به‌طور معمول سمت راست خوانده می‌شود. این جهتی است که به‌طور معمول به سمت جلو و پائین خوانده می‌شود.

### کره چرخان

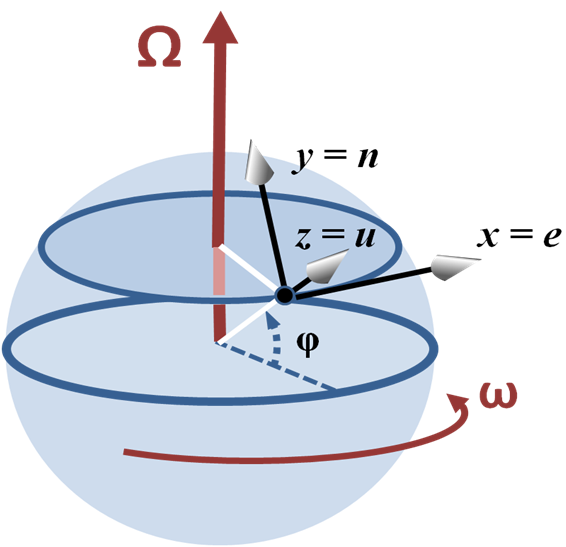
Coordinate system at latitude φ with x-axis east, y-axis north and z-axis upward (that is, radially outward from center of sphere).

سیستم مختصات در عرض جغرافیاییφ، با محور xها به سمت شرق، yشمال و z به سمت بالا (که به صورت شعاعی از مرکز کره به سمت بیرون می‌باشد).
مکانی را روی کره در نظر می‌گیریم که حول محور شمال می‌چرخد. سیستم مختصات محلی با محور افقی x در سمت شرق، y به سمت شمال و محور عمودی Z به سمت بالا می‌باشد.
بردار دوران، سرعت جابجایی و شتاب کوریولیس در این سیستم مختصات محلی عبارت است از: (شرق(e)، شمال (n) و رو به بالا (u).
هنگامی که دینامیک جو یا اقیانوس را در نظر می‌گیریم، سرعت عمودی بسیار کوچک است و اجزا عمودی شتاب کوریولیس نیز در مقایسه با شتاب g بسیار کوچک است. در این قبیل موارد فقط اجزا افقی (شرق و شمال) مورد نظر می‌باشد. محدودیت بالا برای مقاطع افقی عبارت است از (Vu=۰).
با قرار دادن Vn=۰، می‌توان مشاهده کرد که حرکت در سمت شرق شتاب در جهت شمال را نتیجه می‌دهد. به‌طور مشابه، اگرVe=۰ باشد، حرکت در جهت شمال شتاب در جهت شرق را در پی خواهد داشت؛ بنابراین یک حرکت به سمت شرق، یک شتاب در جهت رو به بالا به وجود می‌آورد که به اثر معروف بوده و همچنین حرکت به سمت بالا یک شتاب در جهت شرق را ناشی می‌شود.
خورشید و ستاره‌های دور دست
حرکت خورشید که در زمین دیده می‌شود توسط نیروهای کوریولیس و گریز از مرکز تعیین می‌شود.
برای بیان راحت، موقعیت یک ستاره دور دست را در نظر می‌گیریم (با جرم m) که بر روی خط استوا واقع شده‌است. در موقعیت r، عمود با بردار دوران Ω، بنابراین، Ω.r=۰.
به نظر می‌رسد که در جهت مخالف چرخش زمین می‌چرخد، ترکیب سرعتش می‌باشد.
این نیروی موهوم مرکب از نیروی کوریولیس و گریز از مرکز به نیروی جانب مرکز معروف بوده که ستاره‌ها را در محور حرکت دورانی حول ناظر نگه می‌دارد.
موقعیت اصلی برای یک ستاره بر روی خط استوا نیست، بلکه خیلی پیچیده‌است. برای جریان هوا بر روی سطح زمین، در نیمکره شمالی مسیر به سمت راست منحرف می‌شود. بعد از برخاستن با یک زاویه معین، ممکن است به سمت راست انحراف پیدا کند و اوج بگیرد.

## هواشناسی
شاید مهمترین نمونه اثر کوریولیس در اندازه‌های بزرگ دینامیکی اقیانوس‌ها و اتمسفر باشد. در علوم جو و اقیانوس، استفاده از یک مختصات چرخان که در آن زمین ثابت فرض شود معمول و مناسب است.
نیروهای موهوم کوریولیس و گریز از مرکز در این زمان می‌بایست معرفی شوند. ارتباط آنها به وسیله عدد روسبی تعیین می‌شود. گردبادها دارای عدد روسبی بالایی می‌باشند، بنابراین نیروی کوریولیس ناچیزی دارند و مورد بحث قرار نمی‌گیرند. در مبحث بعدی مناطق کم‌فشاری هستند که نیروی کوریولیس در آنجا بسیار مهم می‌باشد.
جریان حول منطقه کم فشار

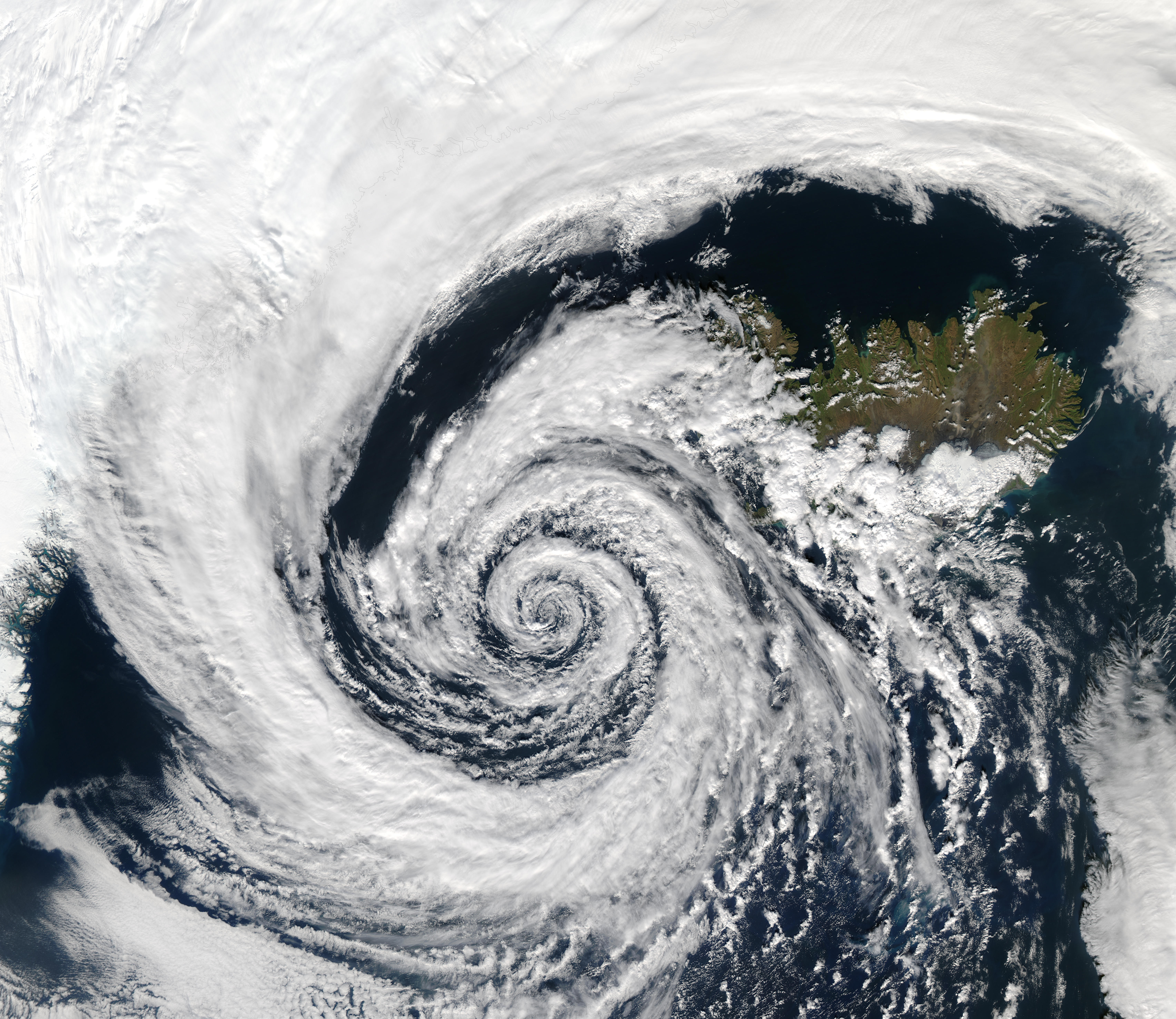

هنگامی که یک منطقه کم فشار در جو شکل می‌گیرد، هوا تمایل به بالا رفتن از آن دارد، اما به صورت عمودی با سرعت و به وسیله نیروی کوریولیس منحرف می‌شود. یک سیستم متعادل می‌تواند خودش را با جابجایی چرخشی، یا یک‌هوای چرخشی پایدار سازد. زیرا عدد روسبی کوچک می‌باشد، تعادل نیرو قویاً نیروی گرادیان فشاری که سرعت بالای ناحیه کم فشار فعالیت می‌کند و نیروی کوریولیس که در فاصله دورتر از مرکز کم فشار فعالیت می‌کند.
به جای جریان پایین گرادیان، مقیاس بزرگ حرکتی در اتمسفر و اقیانوس متمایل به عمود بودن با گرادیان فشاری می‌باشد. این مبحث به جریان ژئوستروفیک معروف می‌باشد. در یک سیاره غیر چرخشی، جریان قادر است در جهت مستقیم، سریعاً از گرادیان فشاری خارج شود. قابل ذکر است که تعال ژئوستروفیکی، با حرکت اینرسی بسیار متفاوت بوده که نشان می‌دهد که سیکلون‌ها (چرخه‌های باد) در عرض‌های میانه یک مرتبه بزرگ‌تر از منحنی اینرسی جریان می‌باشد.
این شیوهٔ انحراف، و جهت جابجایی به قانون Buys-Ballot معروف می‌باشد. در اتمسفر، شکل جریان سیکلون نامیده می‌شود.
در نیمکره شمالی جهت حرکت حول منطقه کم فشار به صورت پاد ساعت‌گرد و در نیمکره جنوبی، جهت حرکت ساعت‌گرد می‌باشد زیرا دینامیک چرخشی یک تصویر وارونه می‌باشد. در ارتفاع بالا، پراکندگی هوا به سمت خارج و در جهت‌های مخالف چرخش می‌کند.
سیکلون‌های به ندرت در طول استوا شکل می‌گیرند و منجر به نیروی کوریولیس ضعیفی در منطقه مورد نظر می‌شوند.

## اثر ائوتووس
اثر کاربردی نیروی کوریولیس که موجب مؤلفه افقی شتاب می‌شود به وسیله حرکت افقی ایجاد می‌شود.
در ایجاد دیگر مؤلفه‌های نیروی کوریولیس نیز موجود می‌باشد. در حرکت رو به شرق جسم به سمت شمال منحرف می‌شود. (احساس سبکی)، در حالی که در حرکت به سمت غرب، جسم رو به پایین منحرف می‌شود (احساس سنگینی). این اثر به اثر ائوتووس (Eötvös) معروف می‌باشد. این مؤلفه نیروی کوریولیس در نزدیک استوا بیشتر می‌باشد. نیرویی که توسط این اثر تولید می‌شود، مشابه مؤلفه افقی می‌باشد، اما بیشتر نیروهای عمودی به سبب جاذبه و فشار می‌باشد، بدین معنی که این نیرو از لحاظ دینامیکی مهم نمی‌باشد.
در اضافه جسم‌هایی که به سمت بالا یا پایین حرکت می‌کنند، به ترتیب به سمت مغرب یا مشرق منحرف می‌شوند.
این اثر در نزدیک استوا بیشتر است. زمانی که جابجایی عمودی از لحاظ وسعت و مدت زمان محدود می‌باشد، اندازه نیرو بسیار کوچک بوده و نیازمند مختصر کردن اجزا برای پیدا کردن آن می‌باشد.

## موشک‌های بالستیک و ماهواره‌ها
به نظر می‌رسد که موشک‌های بالستیک و ماهواره‌ها، هنگامی که مسیر حرکت آنها را بر روی نقشه رسم می‌کنیم در یک مسیر منحنی حرکت می‌کنند، زیرا زمین کروی بوده و کوتاه‌ترین فاصله بین دو نقطه بر روی سطح زمین، به صورت یک خط مستقیم نمی‌باشد. هر نقشه دو بعدی (تخت) نیازمند خم کردن برای انحنای سطح زمین می‌باشد. (سه بعدی) معمولاً در نقشه برجسته نما (دارای نصف‌النهارات متوازی) این انحنا در مجاورت قطب‌ها افزایش می‌یابد. برای مثال در نیمکره شمالی، موشک بالستیک که به سمت هدف دور دستی در سمت بالا پرتاب می‌شود، که از کوتاه‌ترین مسیر ممکن استفاده می‌کند (یک دایره بزرگ) بر روی نقشه به سوی مسیر شمال در خط مستقیم به سمت هدف به نظر می‌رسد و سپس منحنی به سمت بالای استوا بر می‌گردد.
این حالت اتفاق می‌افتد، زیرا عرض‌های جغرافیایی، که در بیشتر نقشه‌های دنیا تحت پوشش خطوط افقی مستقیم می‌باشند، در واقع در روی سطح کره به صورت منحنی می‌باشند، که با نزدیک شدن به قطب کوچکتر می‌شوند.
در حقیقت، یک نتیجه حالت کروی زمین، اگر هم این درست باشد که زمین نمی‌چرخد، نیروی کوریولیس، مطمئناً نشان داده می‌شود اما اثرش بر روی مسیر رسم شده بسیار کوچک می‌باشد.
نیروی کوریولیس در شناسایی خصوصیات مسیر گلوله برای محاسبه منحنی مسیر طولانی گلوله توپ بسیار مهم می‌باشد.
مهمترین نمونهٔ تاریخی این مسئله بمباران پاریس بود که در جنگ جهانی اول توسط ژرمن‌ها در بمباران پاریس در فاصله ۱۲۰ کیلومتری (۷۵ مایل) مورد استفاده قرار گرفت.
این اثر در تیراندازی‌های در فواصل بسیار زیاد نیز خود را نشان می‌دهد و گلوله مسیری خمیده را طی می‌کند. گفته شده‌است در نبردی از جنگ جهانی اول در نزدیکی جزایر فالکلند، شلیک‌های نیروی دریایی بریتانیا با ده‌ها یارد فاصله از کشتی‌های آلمانی فرود می‌آمد که علت این بود که بریتانیایی‌ها فراموش کرده بودند اثر کوریولیس در نیمکرهٔ جنوبی، عکس نیمکرهٔ شمالی است. اسنایپرهای حرفه‌ای نیز برای هدف‌های در فواصل بسیار دور این اثر را در نظر می‌گیرند.

## تجربیات روزمره

### تخلیه آب در وان حمام و سینک  ظرف شویی
برخلاف تصور غلط رایج، وان حمام و سایر ظروف آب در جهت مخالف در نیمکره شمالی و جنوبی تخلیه نمی‌شوند. این به این دلیل است که بزرگی نیروی کوریولیس در این مقیاس ناچیز است.  نیروهای تعیین شده توسط شرایط اولیه آب (مثلاً هندسه زهکش، هندسه مخزن، تکانه آب موجود و غیره) احتمالاً مرتبه‌ای بزرگ‌تر از نیروی کوریولیس هستند و ازاین‌رو جهت چرخش آب، در صورت وجود را تعیین می‌کنند. به‌عنوان‌مثال، در سینک ها
تحت شرایط دنیای واقعی، نیروی کوریولیس به طور محسوسی بر جهت جریان آب تأثیر نمی‌گذارد. فقط اگر آب چنان ساکن باشد که سرعت چرخش مؤثر زمین نسبت به ظرف آن سریع‌تر از چرخش آب باشد، و اگر گشتاورهای اعمال شده از بیرون (مانند جریان بر روی سطح ناهموار کف) به‌اندازه کافی کوچک باشد، اثر کوریولیس ممکن است در واقع جهت گرداب را تعیین کند. بدون چنین آماده‌سازی دقیق، اثر کوریولیس بسیار کوچک‌تر از تأثیرات مختلف دیگر در جهت تخلیه  مانند هر چرخش باقیمانده آب  و هندسه ظرف خواهد بود.
در سال 1962 آسچر شاپیرو آزمایشی را در شرایط غیرمعمول، در MIT انجام داد تا نیروی کوریولیس را بر روی یک حوضه بزرگ آب به عرض 2 متر (6 فوت 7 اینچ)، با یک صلیب چوبی کوچک در بالای سوراخ پلاگین آزمایش کند تا جهت چرخش را نشان دهد و آن را پوشش دهد. او حداقل 24 ساعت صبر کرد تا آب ته‌نشین شود. تحت این شرایط آزمایشگاهی دقیق، او اثر و چرخش ثابت در خلاف جهت عقربه‌های ساعت را نشان داد.
او گزارش داد که،
هر دو نظر به‌نوعی درست هستند. درمشاهدات روزمره، انواع سینک آشپزخانه و وان حمام، به نظر می‌رسد جهت گرداب به شیوه‌ای غیرقابل‌پیش‌بینی با تاریخ، زمان روز و خانواده خاص آزمایشگر متفاوت است. اما در شرایط کاملاً کنترل‌شده آزمایش، ناظری که به سمت پایین به زهکشی در نیمکره شمالی نگاه می‌کند، همیشه یک گرداب خلاف جهت عقربه‌های ساعت را می‌بیند، درحالی‌که یک ناظر در نیمکره جنوبی همیشه یک گرداب در جهت عقربه‌های ساعت را می‌بیند. در آزمایشی که به‌درستی طراحی شده است، گرداب توسط نیروهای کوریولیس تولید می‌شود که در نیمکره شمالی در جهت خلاف جهت عقربه‌های ساعت قرار دارند.